# Puritanii
Puritanii (în italiană I puritani) este o operă în 3 acte de Vincenzo Bellini, după un libret de Carolo Pepoli (inspirat după comedia Tètes rondes et cavaliers din 1833 a autorilor Jacques-François Ancelot și Xavier-Boniface Saintine, care la rândul lor s-au inspirat după romanul Old Mortality de Walter Scott din 1816). A fost ultima operă compusă de Vincenzo Bellini.
Premiera operei a avut loc la “Théâtre Italien” din Paris, în ziua de 24 ianuarie 1836.
Durata operei: cca 3 ore. 
Locul acțiunii: Anglia pe vremea lui Oliver Cromwell.

## Personajele principale
- Lordul Gualtiero Walton (bas)
- Sir Giorgio (bas)
- Lord Arturo Talbo (tenor)
- Sir Riccardo Forth (bariton)
- Sir Bruno Roberton (tenor)
- Enrichetta di Francia, de fapt regina Henrietta Maria (mezzo-soprană)
- Elvira (soprană)